# Rhaphuma eleodes
Rhaphuma eleodes är en skalbaggsart. Rhaphuma eleodes ingår i släktet Rhaphuma och familjen långhorningar.

## Underarter
Arten delas in i följande underarter:
- R. e. eleodes
- R. e. viridula